# Dwyane Wade
Dwyane Tyrone Wade Jr. (Chicago, 17 januari 1982), ook bekend onder de bijnamen Flash of D-Wade, is een Amerikaans voormalig basketbalspeler. Hij debuteerde in 2003 in de NBA in het shirt van Miami Heat.

## Carrière
Wade speelde collegebasketbal voor de Marquette Golden Eagles van 2000 tot 2003. Hij werd als 5e gekozen in de NBA draft van dat jaar door de Miami Heat. Na zijn eerste seizoen bij de Heat werd hij verkozen tot NBA All-Rookie First Team. In zijn tweede seizoen werd hij al verkozen tot NBA All-Star en bleef dit ook tot 2016 daarnaast ook tot All-NBA Second Team en NBA All-Defensive Second Team. In 2006 werd hij met de Heat NBA-kampioen en verkozen tot NBA Finals Most Valuable Player Award naast All-NBA Second Team. In zijn volgende seizoen bij de Heat bleef hij een sterspeler. Hij won in 2008 ook goud op de Olympische Spelen na eerder een bronzen medaille te hebben gewonnen in 2004.
In 2010 vormde hij samen met Chris Bosch en LeBron James een superteam. Hij werd met hen tweemaal kampioen in 2012 en 2013. Wade bleef nadien bij de Heat na het vertrek van LeBron en speelde er tot in 2016. In 2016 tekende hij bij de Chicago Bulls waar hij een seizoen speelde. Het volgende seizoen tekende hij bij de Cleveland Cavaliers. Hij verliet de club in februari 2018 en werd geruild naar de Miami Heat voor een draftpick. Hij stopte met spelen in 2019.
Na zijn spelerscarrière werd hij opgenomen in NBA 75th Anniversary Team en de Basketball Hall of Fame in 2023.

## Erelijst
- NBA-kampioen: 2006, 2012, 2013
- NBA Finals Most Valuable Player Award: 2006
- NBA All-Star: 2005, 2006, 2007, 2008, 2009, 2010, 2011, 2012, 2013, 2014, 2015, 2016, 2019
- NBA All-Star Game MVP: 2010
- All-NBA First Team: 2009, 2010
- All-NBA Second Team: 2005, 2006, 2011
- All-NBA Third Team: 2007, 2012, 2013
- NBA All-Defensive Second Team: 2005, 2009, 2010
- NBA All-Rookie First Team: 2004
- NBA 75th Anniversary Team
- Basketball Hall of Fame: 2023
- Olympische Spelen:  2008,  2004
- Wereldkampioenschap:  2006
- Nummer 3 teruggetrokken door de Miami Heat
- Nummer 3 teruggetrokken door de Marquette Golden Eagles

## Carrière

### Regulier seizoen
| Seizoen      | Team                | WG   | WS  | MPW  | 2P%  | 3P%  | FW%  | RPW | APW | SPW | BPW | PPW  |
| ------------ | ------------------- | ---- | --- | ---- | ---- | ---- | ---- | --- | --- | --- | --- | ---- |
| 2003/04      | Miami Heat          | 61   | 56  | 34,9 | 46,5 | 30,2 | 74,7 | 4,0 | 4,5 | 1,4 | 0,6 | 16,2 |
| 2004/05      | Miami Heat          | 77   | 77  | 38,6 | 47,8 | 28,9 | 76,2 | 5,2 | 6,8 | 1,6 | 1,1 | 24,1 |
| 2005/06      | Miami Heat          | 75   | 75  | 38,6 | 49,5 | 17,1 | 78,3 | 5,7 | 6,7 | 1,9 | 0,8 | 27,2 |
| 2006/07      | Miami Heat          | 51   | 50  | 37,9 | 49,1 | 26,6 | 80,7 | 4,7 | 7,5 | 2,1 | 1,2 | 27,4 |
| 2007/08      | Miami Heat          | 51   | 49  | 38,3 | 46,9 | 28,6 | 75,8 | 4,2 | 6,9 | 1,7 | 0,7 | 24,6 |
| 2008/09      | Miami Heat          | 79   | 79  | 38,6 | 49,1 | 31,7 | 76,5 | 5,0 | 7,5 | 2,2 | 1,3 | 30,2 |
| 2009/10      | Miami Heat          | 77   | 77  | 36,3 | 47,6 | 30,0 | 76,1 | 4,8 | 6,5 | 1,8 | 1,1 | 26,6 |
| 2010/11      | Miami Heat          | 76   | 76  | 37,1 | 50,0 | 30,6 | 75,8 | 6,4 | 4,6 | 1,5 | 1,1 | 25,5 |
| 2011/12      | Miami Heat          | 49   | 49  | 33,2 | 49,7 | 26,8 | 79,1 | 4,8 | 4,6 | 1,7 | 1,3 | 22,1 |
| 2012/13      | Miami Heat          | 69   | 69  | 34,7 | 52,1 | 25,8 | 72,5 | 5,0 | 5,1 | 1,9 | 0,8 | 21,2 |
| 2013/14      | Miami Heat          | 54   | 53  | 32,9 | 54,5 | 28,1 | 73,3 | 4,5 | 4,7 | 1,5 | 0,5 | 19,0 |
| 2014/15      | Miami Heat          | 62   | 62  | 31,8 | 47,0 | 28,4 | 76,8 | 3,5 | 4,8 | 1,2 | 0,3 | 21,5 |
| 2015/16      | Miami Heat          | 74   | 73  | 30,5 | 45,6 | 15,9 | 79,3 | 4,1 | 4,6 | 1,1 | 0,6 | 19,0 |
| 2016/17      | Chicago Bulls       | 60   | 59  | 29,9 | 43,4 | 31,0 | 79,4 | 4,5 | 3,8 | 1,4 | 0,7 | 18,3 |
| 2017/18      | Cleveland Cavaliers | 46   | 3   | 23,2 | 45,5 | 32,9 | 70,1 | 3,9 | 3,5 | 0,9 | 0,7 | 11,2 |
| 2017/18      | Cleveland Cavaliers | 21   | 0   | 22,2 | 40,9 | 22,0 | 74,5 | 3,4 | 3,1 | 0,9 | 0,7 | 12,0 |
| 2018/19      | Cleveland Cavaliers | 72   | 2   | 26,2 | 43,3 | 33,0 | 70,8 | 4,0 | 4,2 | 0,8 | 0,5 | 15,0 |
| Carrière     | Carrière            | 1054 | 909 | 33,9 | 48,0 | 29,3 | 76,5 | 4,7 | 5,4 | 1,5 | 0,8 | 22,0 |
| NBA All-Star | NBA All-Star        | 12   | 10  | 23,8 | 63,4 | 25,0 | 72,0 | 3,6 | 4,8 | 2,3 | 0,4 | 15,7 |

### Play-offs
| Seizoen  | Team          | WG  | WS  | MPW  | 2P%  | 3P%  | FW%  | RPW | APW | SPW | BPW | PPW  |
| -------- | ------------- | --- | --- | ---- | ---- | ---- | ---- | --- | --- | --- | --- | ---- |
| 2003/04  | Miami Heat    | 13  | 13  | 39,2 | 45,5 | 37,5 | 78,7 | 4,0 | 5,6 | 1,3 | 0,3 | 18,0 |
| 2004/05  | Miami Heat    | 14  | 14  | 40,8 | 48,4 | 10,0 | 79,9 | 5,7 | 6,6 | 1,6 | 1,1 | 27,4 |
| 2005/06  | Miami Heat    | 23  | 23  | 41,7 | 49,7 | 37,8 | 80,8 | 5,9 | 5,7 | 2,2 | 1,1 | 28,4 |
| 2006/07  | Miami Heat    | 4   | 4   | 40,5 | 42,9 | 0,0  | 68,8 | 4,8 | 6,3 | 1,3 | 0,5 | 23,5 |
| 2008/09  | Miami Heat    | 7   | 7   | 40,7 | 43,9 | 36,0 | 86,2 | 5,0 | 5,3 | 0,9 | 1,6 | 29,1 |
| 2009/10  | Miami Heat    | 5   | 5   | 42,0 | 56,4 | 40,5 | 67,5 | 5,6 | 6,8 | 1,6 | 1,6 | 33,2 |
| 2010/11  | Miami Heat    | 21  | 21  | 39,4 | 48,5 | 26,9 | 77,7 | 7,1 | 4,4 | 1,6 | 1,3 | 24,5 |
| 2011/12  | Miami Heat    | 23  | 23  | 39,4 | 46,2 | 29,4 | 72,9 | 5,2 | 4,3 | 1,7 | 1,3 | 22,8 |
| 2012/13  | Miami Heat    | 22  | 22  | 35,5 | 45,7 | 25,0 | 75,0 | 4,6 | 4,8 | 1,7 | 1,0 | 15,9 |
| 2013/14  | Miami Heat    | 20  | 20  | 34,7 | 50,0 | 37,5 | 76,7 | 3,9 | 3,9 | 1,5 | 0,3 | 17,8 |
| 2015/16  | Miami Heat    | 14  | 14  | 33,8 | 46,9 | 52,2 | 78,1 | 5,6 | 4,3 | 0,8 | 0,9 | 21,4 |
| 2016/17  | Chicago Bulls | 6   | 6   | 31,7 | 37,2 | 35,3 | 95,2 | 5,0 | 4,0 | 0,8 | 1,3 | 15,0 |
| 2017/18  | Miami Heat    | 5   | 0   | 25,4 | 44,3 | 0,0  | 80,8 | 4,2 | 3,6 | 1,4 | 0,2 | 16,6 |
| Carrière | Carrière      | 177 | 172 | 37,8 | 47,4 | 33,8 | 78,0 | 5,2 | 4,9 | 1,5 | 1,0 | 22,3 |

1 Wright · 
3 Wade · 
5 D. Anderson · 
8 Walker · 
20 Payton · 
24 Kapono · 
30 Barron · 
32 O'Neal · 
33 Mourning · 
40 Haslem · 
42 Posey · 
49 S. Anderson · 
51 Doleac · 
55 Williams · 
Coach Riley
1 Bosh ·
3 Wade ·
5 Howard ·
6 James ·
13 Miller ·
14 Harris ·
15 Chalmers ·
21 Turiaf ·
22 Jones ·
30 Cole ·
31 Battier ·
34 Curry ·
40 Haslem ·
45 Pittman ·
50 Anthony ·
Coach Spoelstra
1 Bosh ·
3 Wade ·
6 James ·
9 Lewis ·
11 Andersen ·
13 Miller ·
15 Chalmers ·
22 Jones ·
24 Varnado ·
30 Cole ·
31 Battier ·
34 Allen ·
40 Haslem ·
50 Anthony ·
Coach Spoelstra
- International Standard Name Identifier: 0000 0000 4051 4234
- Library of Congress Control Number: n2005089257
- MusicBrainz: cbadd94f-42b0-4cf2-9cfe-daf8035a16c2
- Virtual International Authority File: 26479097
- WorldCat: E39PBJvcYdvrmTBF8GcBm7bGHC